# Associazione Sportiva Roma 1949-1950
Questa voce raccoglie le informazioni riguardanti l'Associazione Sportiva Roma nelle competizioni ufficiali della stagione 1949-1950.

## Stagione
Il nuovo presidente Pier Carlo Restagno decide di ingaggiare in qualità di allenatore una vecchia gloria del passato romanista: Fulvio "Fuffo" Bernardini. La squadra è impostata con un nuovo sistema tattico, passando dal Metodo al Sistema, tuttavia i giocatori mal si adattono al nuovo sistema di gioco e la squadra non riesce a decollare. La stagione è negativa e la Roma finisce terz'ultima, in diciassettesima posizione, a soli due punti dalla zona retrocessione. Bernardini si dimette alla 35ª giornata e sulla panchina torna Luigi Brunella. La salvezza arriva solo alla penultima giornata, grazie a un arbitraggio "scandaloso" del fischietto fiorentino Pera.

## Divise
La divisa primaria è costituita da maglia rossa con colletto a polo giallo, pantaloncini bianchi, calze rosse bordate di giallo; in trasferta viene usata una maglia gialla con colletto a polo rosso, pantaloncini rossi e calzettoni rossi bordati di giallo. Viene usata in alcune occasioni un'altra divisa nelle trasferte, costituita da maglia verde con colletto e bordi manica giallorossi, pantaloncini bianchi e calze nere con banda giallorossa orizzontale. I portieri hanno una divisa costituita da maglia grigia con colletto a polo giallorosso, pantaloncini azzurri e calze rosse bordate di giallo.
| Casa | Trasferta | Terza divisa | Portiere |

## Organigramma societario
Di seguito l'organigramma societario.
Area direttiva
- Presidente: Pier Carlo Restagno

Area tecnica
- Allenatore: Fulvio Bernardini, poi dalla 36ª Luigi Brunella

## Rosa
Di seguito la rosa.
| N. |                   | Ruolo | Calciatore                 |
| -- | ----------------- | ----- | -------------------------- |
|    | Italia (bandiera) | P     | Luigi Albani               |
|    | Italia (bandiera) | P     | Pietro Benedetti           |
|    | Italia (bandiera) | P     | Fosco Risorti              |
|    | Italia (bandiera) | D     | Sergio Andreoli (capitano) |
|    | Italia (bandiera) | D     | Corrado Contin             |
|    | Italia (bandiera) | D     | Alessandro Ferri           |
|    | Italia (bandiera) | D     | Carlo Gambini              |
|    | Italia (bandiera) | D     | Tommaso Maestrelli         |
|    | Italia (bandiera) | D     | Aldo Nardi                 |
|    | Italia (bandiera) | D     | Armando Tre Re             |
|    | Italia (bandiera) | C     | Gianfranco Dell'Innocenti  |
|    | Italia (bandiera) | C     | Ione Spartano              |

| N. |                       | Ruolo | Calciatore             |
| -- | --------------------- | ----- | ---------------------- |
|    | Italia (bandiera)     | C     | Limbergo Taccola       |
|    | Argentina (bandiera)  | C     | José Valle             |
|    | Italia (bandiera)     | C     | Arcadio Venturi        |
|    | Italia (bandiera)     | C     | Adriano Zecca          |
|    | Ungheria (bandiera)   | C     | Gyula Zsengellér       |
|    | Jugoslavia (bandiera) | A     | Aleksandar Arangelovic |
|    | Italia (bandiera)     | A     | Giancarlo Bacci        |
|    | Italia (bandiera)     | A     | Carlo Lucchesi         |
|    | Italia (bandiera)     | A     | Evaristo Malaspina     |
|    | Italia (bandiera)     | A     | Renzo Merlin           |
|    | Argentina (bandiera)  | A     | Bruno Pesaola          |
|    | Italia (bandiera)     | A     | Mario Tontodonati      |

## Calciomercato
Di seguito il calciomercato.
| Acquisti | Acquisti               | Acquisti      | Acquisti      |
| R.       | Nome                   | da            | Modalità      |
| -------- | ---------------------- | ------------- | ------------- |
| D        | Armando Tre Re         | Livorno       | definitivo    |
| C        | Ione Spartano          | Napoli        | definitivo    |
| C        | Limbergo Taccola       | Viareggio     | definitivo    |
| C        | Adriano Zecca          | Venezia       | definitivo    |
| A        | Aleksandar Arangelovic | Padova        | definitivo    |
| A        | Giancarlo Bacci        | Lucchese      | definitivo    |
| A        | Carlo Lucchesi         | Edera Trieste | definitivo    |
| A        | Evaristo Malaspina     | Ostiense      | fine prestito |
| A        | Renzo Merlin           | Lucchese      | definitivo    |

| Cessioni | Cessioni          | Cessioni   | Cessioni      |
| R.       | Nome              | a          | Modalità      |
| -------- | ----------------- | ---------- | ------------- |
| D        | Francesco Frasi   | Verona     | fine carriera |
| D        | Sandro Puppo      | -          | svincolato    |
| C        | Oscar Lini        |            | ?             |
| C        | Vicente Di Paola  | Pisa       | definitivo    |
| C        | Gyula Zsengellér  | Anconitana | definitivo    |
| A        | Vittorio Cristini |            | ?             |
| A        | Omero Losi        | Modena     | definitivo    |
| A        | Ermanno Palmieri  | Catanzaro  | definitivo    |
| A        | Florian Radu      | Catanzaro  | definitivo    |

## Risultati

### Serie A

#### Girone di andata
| Arbitro: | Canavesio (Torino) |

|                     |           |  |
| Bacci 44’ Zecca 88’ | Marcatori |  |

| Arbitro: | Bertolio (Torino) |

|                     |           |            |
| Koenig 13’ Boyé 64’ | Marcatori | 68’ Merlin |

| Arbitro: | Pieri (Trieste) |

|  |           |           |
|  | Marcatori | Curti 50’ |

| Arbitro: | Carpani (Milano) |

|                           |           |                  |
| Galassi 8’, 10’, 34’, 73’ | Marcatori | 54’ (rig.) Bacci |

| Arbitro: | Gamba (Napoli) |

|                                   |           |           |
| Spartano 48’ Tontodonati 76’, 80’ | Marcatori | 89’ Mayer |

| Arbitro: | Silvano (Torino) |

|                                               |           |              |
| Penzo 29’ Puccinelli 50’ Remondini 83’ (rig.) | Marcatori | 40’ Spartano |

| Arbitro: | Bernardi (Savona) |

|                 |           |                                   |
| Arangelovic 27’ | Marcatori | 27’ Lorenzi 68’ Armano 88’ Wilkes |

| Arbitro: | Massai (Pisa) |

|                        |           |  |
| Vycpálek 54’, 76’, 81’ | Marcatori |  |

| Arbitro: | Tassini (Verona) |

|                                   |           |                   |
| Bacci 5’ Nay 9’ (aut.) Merlin 12’ | Marcatori | 25’ (rig.) Santos |

| Arbitro: | Pera (Firenze) |

|                         |           |                |
| Trevisan 31’ Ispiro 58’ | Marcatori | 6’, 26’ Merlin |

| Arbitro: | Marchetti (Milano) |

|                      |           |             |
| Tontodonati 20’, 36’ | Marcatori | 59’ Baldini |

| Arbitro: | Liverani (Torino) |

|                                       |           |                              |
| Sørensen 44’ Busnelli 58’ Caprile 84’ | Marcatori | 54’ (rig.), 73’ Arangelovich |

| Arbitro: | Poggipollini (Ferrara) |

|                              |           |                       |
| Arangelovich 30’ (rig.), 49’ | Marcatori | 47’ Lenci 87’ Kincses |

| Como 8 dicembre 1949 14ª giornata | Como          | 0 – 0 referto | Roma | Stadio Giuseppe Sinigaglia (10.000 circa spett.)\| Arbitro: \| Massai (Pisa) \| |
| Arbitro:                          | Massai (Pisa) |               |      |                                                                                 |

| Arbitro: | Bernardi (Savona) |

|                                       |           |  |
| Muccinelli 85’ Martino 89’ Hansen 90’ | Marcatori |  |

| Arbitro: | Corallo (Lecce) |

|                                |           |                          |
| Zecca 12’ Arangelovic 31’, 81’ | Marcatori | Bercarich 47’ Degano 58’ |

| Arbitro: | Gamba (Napoli) |

|                                                                           |           |  |
| Arangelovic 1’ Pesaola 3’ Zecca 41’, 69’ Sentimenti 76’ (aut.) Merlin 85’ | Marcatori |  |

| Arbitro: | Galeati (Bologna) |

|  |           |                            |
|  | Marcatori | 66’ Merlin 79’ Tontodonati |

| Arbitro: | Gamba (Napoli) |

|                 |           |  |
| Tontodonati 44’ | Marcatori |  |

#### Girone di ritorno
| Arbitro: | Bellè (Venezia) |

|                                 |           |             |
| Borra 48’ Maestrelli 65’ (aut.) | Marcatori | 9’ Spartano |

| Arbitro: | Bertolio (Torino) |

|                                |           |  |
| Tontodonati 24’, 41’ Zecca 86’ | Marcatori |  |

| Arbitro: | Pieri (Trieste) |

|                                       |           |                      |
| Curti 72’ (rig.), 75’ Vitali 82’, 89’ | Marcatori | 41’ (aut.) Lazzarini |

| Arbitro: | Agnolin (Bassano del Grappa) |

|             |           |                 |
| Spartano 4’ | Marcatori | 55’ Dalla Torre |

| Arbitro: | Liverani (Torino) |

|                   |           |           |
| Cervellati 4’, 5’ | Marcatori | 88’ Zecca |

| Roma 19 febbraio 1950 25ª giornata | Roma              | 0 – 0 referto | Lazio | Stadio Nazionale (32.000 circa spett.)\| Arbitro: \| Galeati (Bologna) \| |
| Arbitro:                           | Galeati (Bologna) |               |       |                                                                           |

| Arbitro: | Boffardi (Genova) |

|                                  |           |             |
| Armano 10’ Wilkes 40’ Amadei 63’ | Marcatori | 80’ Venturi |

| Arbitro: | Matucci (Seregno) |

|                             |           |           |
| Arangelovic 36’, 49’ (rig.) | Marcatori | 66’ Galli |

| Arbitro: | Longagnani (Modena) |

|                                                            |           |  |
| Santos 13’, 15’ (rig.), 73’ (rig.) Frizzi 46’ Giuliano 84’ | Marcatori |  |

| Roma 19 marzo 1950 29ª giornata | Roma              | 0 – 0 referto | Triestina | Stadio Nazionale (15.000 circa spett.)\| Arbitro: \| Bertolio (Torino) \| |
| Arbitro:                        | Bertolio (Torino) |               |           |                                                                           |

| Arbitro: | Agnolin (Bassano del Grappa) |

|                                               |           |                  |
| Lorenzo 26’, 39’ Arrighini 61’ (rig.) Gei 71’ | Marcatori | 83’ (rig.) Bacci |

| Arbitro: | Gamba (Napoli) |

|           |           |                             |
| Bacci 19’ | Marcatori | 14’, 54’ Fabbri 80’ Caprile |

| Arbitro: | Canavesio (Torino) |

|                                      |           |           |
| Valcareggi 29’ Mazza 42’ Kincses 82’ | Marcatori | 76’ Zecca |

| Arbitro: | Liverani (Torino) |

|  |           |             |
|  | Marcatori | 22’ Lipizer |

| Arbitro: | Agnolin (Bassano del Grappa) |

|          |           |  |
| Zecca 6’ | Marcatori |  |

| Arbitro: | Camiolo (Milano) |

|                  |           |                 |
| Renosto 36’, 74’ | Marcatori | 41’ Tontodonati |

| Arbitro: | Bellè (Venezia) |

|                |           |              |
| Sentimenti 16’ | Marcatori | 28’ Lucchesi |

| Arbitro: | Pera (Firenze) |

|                                        |           |             |
| Arangelovic 55’ (rig.) Tontodonati 82’ | Marcatori | 16’ Oppezzo |

| Arbitro: | Galeati (Bologna) |

|                                                     |           |                               |
| Nordahl 26’, 55’ Liedholm 30’ Rinaldi 56’, 76’, 81’ | Marcatori | 65’ (rig.) Bacci 69’ Lucchesi |

## Statistiche

### Statistiche di squadra
Di seguito le statistiche di squadra.
| Competizione | Punti | In casa | In casa | In casa | In casa | In casa | In casa | In trasferta | In trasferta | In trasferta | In trasferta | In trasferta | In trasferta | Totale | Totale | Totale | Totale | Totale | Totale | DR  |
| Competizione | Punti | G       | V       | N       | P       | Gf      | Gs      | G            | V            | N            | P            | Gf           | Gs           | G      | V      | N      | P      | Gf     | Gs     | DR  |
| ------------ | ----- | ------- | ------- | ------- | ------- | ------- | ------- | ------------ | ------------ | ------------ | ------------ | ------------ | ------------ | ------ | ------ | ------ | ------ | ------ | ------ | --- |
| Serie A      | 31    | 19      | 11      | 4       | 4       | 33      | 18      | 19           | 1            | 3            | 15           | 19           | 52           | 38     | 12     | 7      | 19     | 52     | 70     | -18 |
| Totale       | -     | 19      | 11      | 4       | 4       | 33      | 18      | 19           | 1            | 3            | 15           | 19           | 52           | 38     | 12     | 7      | 19     | 52     | 70     | -18 |

### Andamento in campionato
| Giornata  | 1 | 2  | 3  | 4  | 5  | 6  | 7  | 8  | 9  | 10 | 11 | 12 | 13 | 14 | 15 | 16 | 17 | 18 | 19 | 20 | 21 | 22 | 23 | 24 | 25 | 26 | 27 | 28 | 29 | 30 | 31 | 32 | 33 | 34 | 35 | 36 | 37 | 38 |
| --------- | - | -- | -- | -- | -- | -- | -- | -- | -- | -- | -- | -- | -- | -- | -- | -- | -- | -- | -- | -- | -- | -- | -- | -- | -- | -- | -- | -- | -- | -- | -- | -- | -- | -- | -- | -- | -- | -- |
| Luogo     | C | T  | C  | T  | C  | T  | C  | T  | C  | T  | C  | T  | C  | T  | T  | C  | C  | T  | C  | T  | C  | T  | C  | T  | C  | T  | C  | T  | C  | T  | C  | T  | C  | C  | T  | T  | C  | T  |
| Risultato | V | P  | P  | P  | V  | P  | P  | P  | V  | N  | V  | P  | N  | N  | P  | V  | V  | V  | V  | P  | V  | P  | N  | P  | N  | P  | V  | P  | N  | P  | P  | P  | P  | V  | P  | N  | V  | P  |
| Posizione | 1 | 10 | 12 | 15 | 13 | 15 | 17 | 18 | 16 | 15 | 12 | 16 | 14 | 12 | 13 | 13 | 12 | 12 | 10 | 12 | 11 | 11 | 10 | 12 | 14 | 15 | 13 | 15 | 14 | 14 | 16 | 16 | 16 | 16 | 17 | 17 | 15 | 17 |

Legenda:

Luogo: C = Casa; T = Trasferta. Risultato: V = Vittoria; N = Pareggio; P = Sconfitta.

### Statistiche dei giocatori
Desunte dalle testate giornalistiche dell'epoca.
| Giocatore         | Serie A  | Serie A |
| Giocatore         | Presenze | Reti    |
| ----------------- | -------- | ------- |
| L. Albani         | 5        | -15     |
| P. Benedetti      | 7        | -12     |
| F. Risorti        | 26       | -43     |
| S. Andreoli       | 30       | 0       |
| C. Contin         | 7        | 0       |
| A. Ferri          | 8        | 0       |
| C. Gambini        | 6        | 0       |
| T. Maestrelli     | 35       | 0       |
| A. Nardi          | 0        | 0       |
| A. Tre Re         | 33       | 0       |
| G. Dell'Innocenti | 21       | 0       |
| I. Spartano       | 25       | 4       |
| L. Taccola        | 1        | 0       |
| J. Valle          | 6        | 0       |
| A. Venturi        | 35       | 1       |
| A. Zecca          | 36       | 8       |
| G. Zsengellér     | 0        | 0       |
| A. Arangelovic    | 20       | 11      |
| G. Bacci          | 21       | 6       |
| C. Lucchesi       | 19       | 2       |
| E. Malaspina      | 1        | 0       |
| R. Merlin         | 25       | 6       |
| B. Pesaola        | 17       | 1       |
| M. Tontodonati    | 34       | 10      |

## Giovanili

### Piazzamenti
- Primavera: 
  - Torneo di Viareggio: 2º posto

### Videografia
- Manuela Romano (a cura di), La storia della A.S. Roma (10 DVD-Video), Corriere dello Sport, Rai Trade, 2006.